# Colours in the Dark
Colours in the Dark è il quarto album in studio della cantante finlandese Tarja. È uscito il 30 agosto 2013 in Germania, Austria, Finlandia, Spagna, Portogallo, Svizzera, il 2 settembre in Norvegia, Polonia, Repubblica Ceca, il 3 settembre in Canada e Stati Uniti e il 4 settembre in Belgio, Danimarca, Paesi Bassi, Svezia e Regno Unito. Il mixaggio è stato realizzato da Tim Palmer. Il nome dell'album, come l'immagine di copertina, è una metafora dell'idea che la vita ha una vasta gamma di colori e il buio ("the dark") assorbe tutti i colori, e dunque li contiene tutti. Il 17 ottobre 2013 Tarja inizia il Colours In The Road World Tour. La band per questo tour è formata da Mike Terrana alla batteria, Alex Sholpp alle chitarre, Anna Portalupi al basso, Christian Kretschmar alle tastiere e Max Lilja al violoncello.

## Singoli
Il 31 maggio è stato pubblicato un lyric video ufficiale della canzone Never Enough. Il video è stato girato a Zlin, in Repubblica Ceca. La canzone è stata resa disponibile su iTunes il 31 maggio 2013. Il primo singolo ufficiale dell'album è invece stato Victim of Ritual, che è stato pubblicato il 12 luglio, e il secondo 500 Letters, pubblicato il 1º novembre. I video di entrambi i singoli sono stati diretti da Florian Kaltenbach.

## Tracce
1. Victim of Ritual – 5:54 (Tarja Turunen, Anders Wollbeck, Mattias Lindblom)
2. 500 Letters – 4:22 (Tarja Turunen, Johnny Lee Andrews)
3. Lucid Dreamer – 7:28 (Tarja Turunen, Anders Wollbeck, Mattias Lindblom)
4. Never Enough – 5:20 (Tarja Turunen, Johnny Lee Andrews)
5. Mystique Voyage – 7:14 (Tarja Turunen)
6. Darkness – 5:38 (Peter Gabriel) – cover del brano di Peter Gabriel
7. Deliverance – 7:27 (Tarja Turunen, Anders Wollbeck, Mattias Lindblom, James Michael Dooley)
8. Neverlight – 4:33 (Tarja Turunen, Anders Wollbeck, Mattias Lindblom, Jesper Strömblad)
9. Until Silence – 5:03 (Tarja Turunen, Marko Saaresto, Olli Tukiainen, Markus Kaarlonen)
10. Medusa (feat. Justin Furstenfeld) – 8:12 (Tarja Turunen, Bart Hendrickson, Angela Heldmann)

Bonus track per iTunes
1. Neverlight (Full Orchestral Version) – 4:29 (Tarja Turunen, Anders Wollbeck, Mattias Lindblom, Jesper Strömblad)
2. Until Silence (Orchestral Version) – 4:32 (Tarja Turunen, Marko Saaresto, Olli Tukiainen, Markus Kaarlonen)

Special Edition Bonus Download
1. Into the Sun (Studio Version) – 6:10 (Tarja Turunen, Steve Van Velvet, Mattias Lindbolm, Anders Wollbeck)

Limited Box Set Edition Bonus Download
1. Into the Sun (Studio Version) – 6:10 (Tarja Turunen, Steve Van Velvet, Mattias Lindbolm, Anders Wollbeck)
2. Medusa (Tarja Solo Version) – 8:12 (Tarja Turunen, Bart Hendrickson, Angela Heldmann)
3. Deliverance (Instrumental Version) – 7:41 (Tarja Turunen, Anders Wollbeck, Mattias Lindblom, James Michael Dooley)

## Formazione

### Musicisti
- Tarja Turunen - voce e pianoforte
- Alex Scholpp, Julian Barrett - chitarra elettrica
- Kevin Chown, Doug Wimbish - basso elettrico
- Christian Kretschmar - tastiere
- Mike Terrana - batteria
- Max Lilja - violoncello

### Ospiti
- Saro Danielian
- Justin Furstenfeld (in Medusa)
- Caroline Lavelle
- Naomi Cabuli Turunen (la figlia di Tarja, in Lucid Dreamer)[4]

## Classifiche
| Classifica (2013)          | Posizione più alta |
| -------------------------- | ------------------ |
| Austria                    | 14                 |
| Belgio (Fiandre)           | 34                 |
| Belgio (Vallonia)          | 33                 |
| Finlandia                  | 5                  |
| Francia                    | 54                 |
| Germania                   | 6                  |
| Norvegia                   | 29                 |
| Paesi Bassi                | 29                 |
| Polonia                    | 8                  |
| Regno Unito                | 109                |
| Regno Unito (rock & metal) | 10                 |
| Repubblica Ceca            | 7                  |
| Russia                     | 5                  |
| Stati Uniti (hard rock)    | 25                 |
| Stati Uniti (heatseekers)  | 13                 |
| Svezia                     | 53                 |
| Svizzera                   | 20                 |